# Reprezentacja San Marino w piłce siatkowej kobiet
Reprezentacja San Marino w piłce siatkowej kobiet – narodowa reprezentacja tego kraju, reprezentująca go na arenie międzynarodowej.

## Osiągnięcia

### Igrzyska małych państw Europy
- 1. miejsce – 1999, 2001, 2005, 2011
- 2. miejsce – 1993, 1995, 2009
- 3. miejsce – 1991, 1997, 2003

### Mistrzostwa Europy Małych Państw
- 1. miejsce – 2002,
- 2. miejsce – 2000, 2009

## Udział i miejsca w imprezach

### Mistrzostwa Europy
Drużyna jeszcze nigdy nie wystąpiła na Mistrzostwach Europy.

### Igrzyska małych państw Europy
| Rok  | Kraj          | Miejsce      |
| ---- | ------------- | ------------ |
| 1989 | Cypr          | brak udziału |
| 1991 | Andora        | 3. miejsce   |
| 1993 | Malta         | 2. miejsce   |
| 1995 | Luksemburg    | 2. miejsce   |
| 1997 | Islandia      | 3. miejsce   |
| 1999 | Liechtenstein | 1. miejsce   |
| 2001 | San Marino    | 1. miejsce   |
| 2003 | Malta         | 3. miejsce   |
| 2005 | Andora        | 1. miejsce   |
| 2007 | Monako        | 4. miejsce   |
| 2009 | Cypr          | 2. miejsce   |
| 2011 | Liechtenstein | 1. miejsce   |

### Mistrzostwa Europy Małych Państw
| Rok  | Kraj          | Miejsce      |
| ---- | ------------- | ------------ |
| 2000 | Malta         | 2. miejsce   |
| 2002 | Luksemburg    | 1. miejsce   |
| 2004 | Liechtenstein | brak udziału |
| 2007 | Szkocja       | brak udziału |
| 2009 | Liechtenstein | 2. miejsce   |
| 2011 | Luksemburg    | brak udziału |

### Igrzyska śródziemnomorskie
| Rok  | Miasto/Miasta          | Miejsce      |
| ---- | ---------------------- | ------------ |
| 1951 | Aleksandria            | ?            |
| 1955 | Barcelona              | ?            |
| 1959 | Bejrut                 | ?            |
| 1963 | Neapol                 | ?            |
| 1967 | Tunis                  | ?            |
| 1971 | Izmir                  | ?            |
| 1975 | Algier                 | ?            |
| 1979 | Split                  | ?            |
| 1983 | Casablanca             | ?            |
| 1987 | Latakia                | ?            |
| 1991 | Ateny                  | ?            |
| 1993 | Langwedocja-Roussillon | ?            |
| 1997 | Bari                   | ?            |
| 2001 | Tunis                  | 10. miejsce  |
| 2005 | Almería                | brak udziału |
| 2009 | Pescara                | brak udziału |